# Дэвис, Мэттью
Мэ́ттью Дэ́вис (англ. Matthew Davis; род. 8 мая 1978 года, Солт-Лейк-Сити, Юта) — американский актёр. Получил известность благодаря ролям Уорнера Хантингтона III в комедии «Блондинка в законе» и Аларика Зальцмана в телесериалах «Дневники вампира», «Древние» и «Наследие».

## Биография

### Ранняя жизнь и образование
Мэттью Дэвис родился 8 мая 1978 года в Солт-Лейк-Сити, штат Юта, в семье учителей. Учился в средней школе в маленьком городке Вудс-Кросс, неподалёку от Солт-Лейк-Сити. После окончания школы поступил в Университет Юты, где его привлекло актёрское мастерство. После окончания университета переехал в Нью-Йорк и стал обучаться в Американской Академии Драматических Искусств.

### Карьера
В 2000 году Дэвис сыграл рядового Джима Пакстона, в военной драме Джоэля Шумахера «Страна тигров» с Колином Фареллом. Эта роль стала началом для актёрской карьеры Мэтта, и далее последовала роль Уорнера Хантингтона III в комедии Роберта Лукетича «Блондинка в законе», принёсшая актёру славу. С 2006 по 2007 год снимался на телевидении, где участвовал в трагикомедии канала ABC «Что насчет Брайана». В 2009 году получил роль Аларика Зальцмана в телесериале «Дневники вампира», которая стала новым прорывом для Мэтта. В 2012 году получил главную роль блогера Джеффа Сефтона в телесериале «Культ», а в 2018 году присоединился к касту сериала «Наследие», где исполнил роль Аларика Зальцмана — главы школы «Сальваторе» для одаренных детей.

## Личная жизнь
Дэвис женился на актрисе Кили Кашано 23 декабря 2018 года,через несколько часов после сделанного предложения . У пары есть две дочери:
- Рипли Найтингейл Дэвис  (род.31 марта 2020)[5]
- Дороти Лаванда Дэвис (род. 24 января 2022)[6]

## Фильмография
| Год       |   | Русское название                    | Оригинальное название             | Роль                    |
| --------- | - | ----------------------------------- | --------------------------------- | ----------------------- |
| 1999      | с | Закон и порядок: Специальный корпус | Law & Order: Special Victims Unit | P.J. Bartlett           |
| 2000      | ф | Страна тигров                       | Tigerland                         | Рядовой Джим Пакстон    |
| 2000      | ф | Городские легенды 2                 | Urban Legends: Final Cut          | Тревор/Трэвис Старк     |
| 2001      | ф | Перл-Харбор                         | Pearl Harbor                      | Джой                    |
| 2001      | ф | Блондинка в законе                  | Legally Blonde                    | Уорнер Хантингтон III   |
| 2002      | ф | Штат одинокой звезды                | Lone Star State of Mind           | Джимбо                  |
| 2002      | ф | Голубая волна                       | Blue Crush                        | Мэтт Толман             |
| 2002      | ф | Глубина                             | Below                             | Дуглас O’Делл           |
| 2003      | ф |                                     | Something Better                  | Skip                    |
| 2004      | ф | Лицензия на измену                  | Seeing Other People               | Дональд                 |
| 2004      | ф | Тень страха                         | Shadow of Fear                    | Харрисон Фрэнч          |
| 2005      | ф | Высоты                              | Heights                           | Марк                    |
| 2005      | ф | Тень якудза (или «К солнцу»)        | Into the Sun                      | агент ФБР Шон Мак       |
| 2005      | ф | Бладрейн                            | BloodRayne                        | Себастьян               |
| 2006      | ф | Ментор                              | Mentor                            | Картер                  |
| 2006—2007 | с | Что насчет Брайана                  | What About Brian                  | Адам Хилман             |
| 2007      | ф |                                     | Wasting Away                      | Майк                    |
| 2007      | с | Схватка                             | Damages                           | Джош Рестон             |
| 2008      | с | В простом виде                      | In Plain Sight                    | Льюис Форд              |
| 2009      | ф | С. Дарко                            | S. Darko                          | Преподобный Джон Миллит |
| 2009      | ф | В поисках блаженства                | Finding Bliss                     | Джеф Дрэйк              |
| 2009—2017 | с | Дневники вампира                    | The Vampire Diaries               | Аларик Зальцман         |
| 2010      | ф | В ожидании вечности                 | Waiting for Forever               | Аарон                   |
| 2012      | с | Культ                               | Cult                              | Джефф Сэфтон            |
| 2017—2018 | с | Первородные                         | The Originals                     | Аларик Зальцман         |
| 2018—2022 | с | Наследие                            | Legacies                          | Аларик Зальцман         |